# Albertisia undulata
Albertisia undulata là một loài thực vật có hoa trong họ Biển bức cát. Loài này được (Hiern) Forman mô tả khoa học đầu tiên năm 1975.